# Materna
Materna este un grup de companii de IT din Germania.
Este unul dintre cei mai mari furnizori independenți de servicii IT&C din Europa, având în anul 2008 peste 1.300 de angajați în întreaga lume.
În anul fiscal 2007, grupul a totalizat venituri de 175 milioane de euro,
iar în 2009 a avut afaceri de 153 milioane de euro.
Compania are filiale în Germania, Austria, Belgia, Bulgaria, Cehia, Danemarca, Elveția, Franța, Finlanda, Lituania, Marea Britanie, Olanda, Polonia, România, Slovacia, Slovenia și Suedia.
În România compania avea 20 de angajați în anul 2011 și a înregistrat un business de 1,5 milioane de euro in 2010.